# Ocelobetonový most

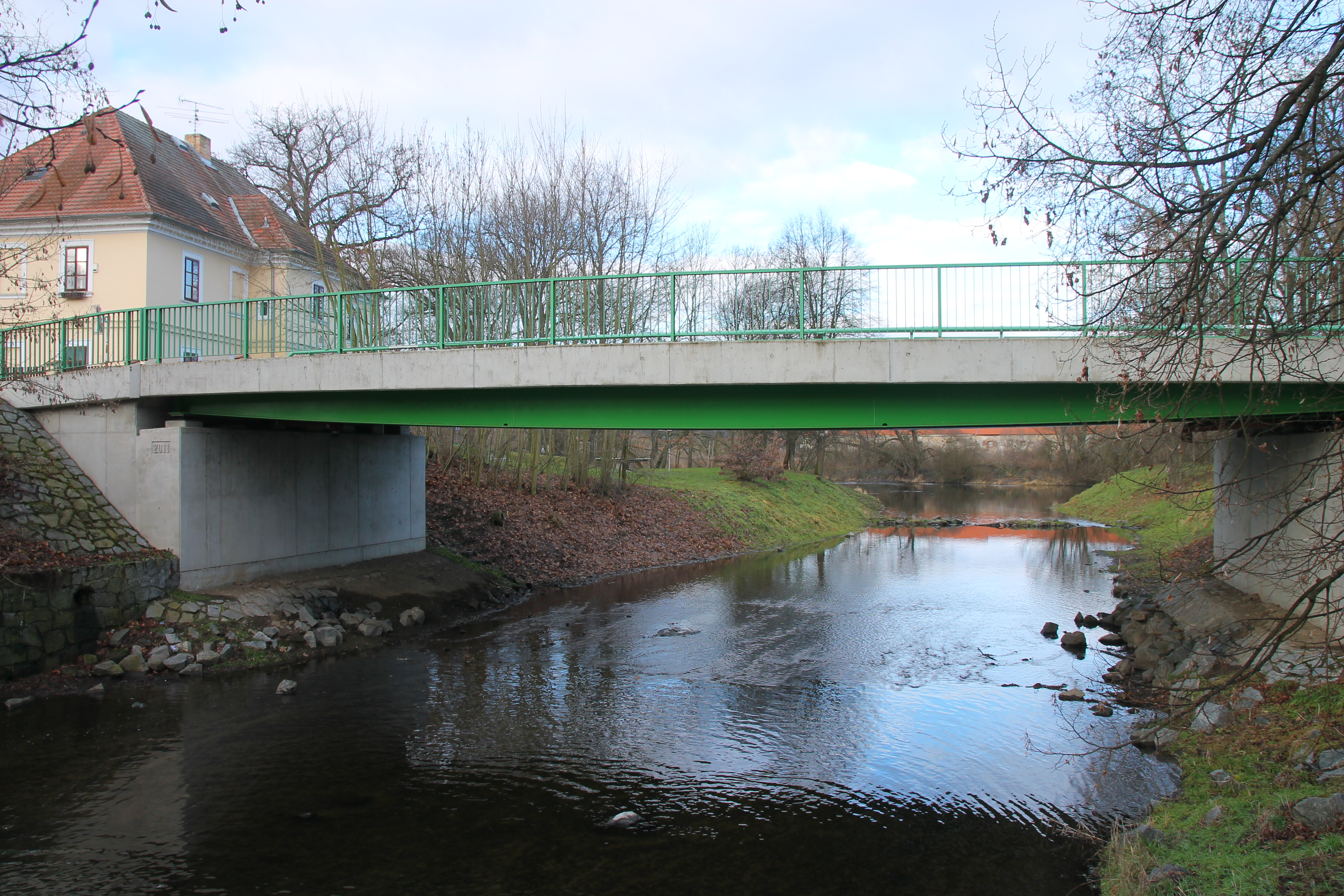
Ocelobetonový most v Poříčí nad Sázavou

Ocelobetonový most, jinak též spřažený most,[zdroj⁠?!] je druh mostu, který je složen ze dvou druhů materiálu. Nejčastějšími materiály jsou beton a ocel. 

## Základní pojmy
- Spřažený prvek – Je to prvek, který je složený z betonu a oceli, který je spojený vzájemným smykovým spojením, aby nedocházelo k oddělení spojených prvků.
- Smykové spojení – Je to vzájemné propojení mezi ocelovou a betonovou částí, které umožní spojení betonové a ocelové části do takového prvku, kde lze tyto spojení části považovat za jeden konstrukční prvek.

## Základní navrhování
Spřaženou mostní konstrukci lze modelovat jako rošt z ocelových nosníků a betonové desky, kde je deska zvolena tak, aby zohledňovala vliv ochabnutí smykem.[zdroj⁠?!]

## Dispoziční řešení

### Silniční most
Nejvýznamnějším zástupce jsou mosty s horní mostovkou, která je tvořena betonovou deskou. Nosníky jsou tvořeny ocelovými trámy. Spojení betonové mostovky a ocelových nosníků.
Výška hlavních nosníků by měla být 1/15 - 1/20 rozpětí.[zdroj⁠?!]

### Železniční most
Spřažený most pro železnice je užší.[zdroj⁠?!] Úplně si vystačí zpravidla pouze se dvěma nosníky.[zdroj⁠?!] Vzhledem vyššímu zatížení je výška nosníků 1/12–1/13 rozpětí L.[zdroj⁠?!]

## Ohybová tuhost
Pokud se nepočítá ohybová tuhost pomocí software, lze tuhost vypočíst podle rovnice pohybové tuhosti[zdroj⁠?!]
Ea*Ii
Ii=Ia+Ic/NL+Ac*Aa*Ai
Ai=Aa+Ac/NL
kde
- Ia – Moment setrvačnosti ocelového průřezu
- Ic – Moment setrvačnosti betonového průřezu
- nL – poměr modulů pružnosti
- Ai – Plocha ideálního ocelobetonového průřezu
- Aa – plocha ocelové části
- Ac – Plocha betonové části

Poměr modulů je ale závislý na typu zatížení.
- NL=N0(1+ψLϕt)
- N0 – poměr mezi modulem pružnosti betonu a oceli.
- ψL – Násobitel dotvarování
- ϕt – Součinitel dotvarování a smršťování betonu